# Hans Stöcklein
Hans Friedrich Philipp Georg Stöcklein (* 29. Juni 1874 in Neu-Ulm; † 2. September 1936 in München) war ein deutscher Offizier (Hauptmann a. D.),
Kunsthistoriker und Waffenkundler. Von 1931 bis 1936 war er Direktor des Bayerischen Armeemuseums.

## Leben
Hans Stöcklein wurde 1874 als Sohn eines königlich-bayerischen Offiziers im schwäbischen Neu-Ulm geboren. Er absolvierte das Bayerische Kadettenkorps in München, 1894 trat er als Portepee-Fähnrich in das Königlich Bayerische 2. Infanterie Regiment „Kronprinz“ in München ein. Ein Jahr später erfolgte die Beförderung zum Leutnant. 1898 verließ er zunächst die Armee, um sich näher der Waffenkunde zu widmen. Er forschte in Waffensammlungen u. a. in Stockholm, Turin und Paris. 1911 wurde er bei Berthold Riehl am Institut für Kunstgeschichte der Universität München mit der Dissertation Meister des Eisenschnitts am Münchener Hof zum Dr. phil. promoviert. Stöckleins 1922 beim P. Neff Verlag publiziertes kunst- und waffengeschichtliches Werk galt dem Waffenkundler Max Dreger als grundlegend. Während des Ersten Weltkrieges 1917 veröffentlichte er – seinerzeit Oberleutnant und Adjutant – einen kunsthistorischen Führer über die nordfranzösische Gemeinde Saint-Amand-les-Eaux.
Bevor er 1920 zum Hauptkonservator am Bayerischen Armeemuseum in München ernannt wurde, war er am Zeughaus Berlin tätig. Dorthin wurde der der Militärhistorie aufgeschlossene Hauptmann vom Bayerischen Kriegsministerium abkommandiert. In München betreute er die Sammlung der alten Abteilung (bis 1800). Stöcklein korrespondierte mit dem Generaldirektor der Istanbuler Museen, Halil Edhem Eldem, und war 1928/29 als erster Waffenkundler überhaupt mit der Erforschung der Waffensammlung des Topkapı-Palast Museums betraut. Ein vorläufiger Bericht erschien 1934 in der Fachzeitschrift Ars Islamica. Seine ursprüngliche Vermittlung nach Konstantinopel wird in der Literatur insbesondere über Friedrich Sarre, seinerzeit Direktor des Berliner Museums für Islamische Kunst, vermutet. Unter anderem beriet er diesen bei musealen Waffenkäufen; 1925 trug er zur Festschrift Sarres bei. Darüber hinaus stand er dem Zeughaus in Coburg sowie dem Historischen Museum und dem Museum für Völkerkunde in München bei Sammlungsneuordnungen beratend zur Seite. 1931 war er im Ausstellungskomitee einer internationalen Ausstellung für iranische Kunst im Burlington House in London vertreten. Im gleichen Jahr wurde Stöcklein als Nachfolger von Philipp Maria Halm Direktor des Armeemuseums. Nach der „Machtergreifung“ der Nationalsozialisten 1933 entwarf er den an den Schweizerdolch angelehnten, von Ernst Röhm initiierten und von Adolf Hitler gebilligten deutschen Dolch. Er verantwortete ebenso die neue Abteilung „1. Weltkrieg“. Bis zur Eröffnung 1936 (nach seinem Tode) wurde die Weltkriegsabteilung wohl aus Sorge vor etwaigen alliierten Ansprüchen geheim aufgebaut. Sein späterer Nachfolger Ernst Aichner u. a. wertete die Abteilung als bedeutend und charakterisierte Stöcklein als „kritischen bayerischen Patrioten“, der ob seiner Monarchie-Nähe „ein ungeschminktes Bild des Weltkrieges zeigen wollte“.
Der Historiker Reinhard Baumann beurteilt seine beim Bibliographischen Institut erschienene Abhandlung über die Landsknechte, die in der Zeit des Nationalsozialismus entstand, als aus „völkisch-heldischer Sicht“ verfasst.
Er war unter anderem Mitglied der Deutschen Morgenländischen Gesellschaft und des Vereins für historische Waffenkunde.
Stöcklein war mit der Tochter des Zoologen Albrecht Poppe verheiratet.

## Schriften (Auswahl)
- St. Amand. Ein kunstgeschichtlicher Fuehrer. Verlag der Liller Kriegszeitung, Lille 1917.
- Meister des Eisenschnittes. Beiträge zur Kunst- und Waffengeschichte im 16. und 17. Jahrhundert. P. Neff, Esslingen 1922.
- Das Papstschwert des Kurfürsten Maximilian I. von Bayern. Mit Ausführungen über die Weihe und das Ceremoniell der Verleihung von Papstschwertern im allgemeinen (= Waffengeschichtliche Forschungen. 2). Alte Meister Guenther Koch & Co., München 1931.
- Der deutschen Nation Landsknecht (= Meyers bunte Bändchen. [11]). Bibliographisches Institut, Leipzig 1935.